# Kunbaracs
Kunbaracs – wieś i gmina w środkowej części Węgier, w pobliżu miasta Kecskemét, będącego stolicą komitatu.
Miejscowość leży na obszarze Wielkiej Niziny Węgierskiej, w komitacie Bács-Kiskun, w powiecie Kecskemét. Gmina liczy 655 mieszkańców (2009) i zajmuje obszar 55,11 km².